# Puccinia pattersoniae
Puccinia pattersoniae är en svampart som beskrevs av P. Syd. & Syd. 1904. Puccinia pattersoniae ingår i släktet Puccinia och familjen Pucciniaceae.   Inga underarter finns listade i Catalogue of Life.